# کیم چیمبرز
کیم چیمبرز (انگلیسی: Kim Chambers؛ زاده ۱۱ ژانویهٔ ۱۹۷۴) بازیگر پورنوگرافی اهل ایالات متحده آمریکا است.